# Caio Cecílio Metelo Caprário
Caio Cecílio Metelo Caprário (em latim: Gaius Caecilius Metellus Caprarius) foi um político da gente Cecília Metela da República Romana eleito cônsul em 113 a.C. com Cneu Papírio Carbão. Era um dos quatro filhos de Quinto Cecílio Metelo Macedônico, cônsul em 143 a.C.. Seus irmãos eram Quinto Cecílio Metelo Baleárico, Lúcio Cecílio Metelo Diademado e Marco Cecílio Metelo, cônsules em 123, 117 e 115 a.C. respectivamente. Além disto, era primo de Lúcio Cecílio Metelo Dalmático, cônsul em 119 a.C., e de Quinto Cecílio Metelo Numídico, cônsul em 109 a.C..

## Família
A família Cecílios Metelos foi a mais proeminente família no período derradeiro da República Romana. Eram aristocratas conservadores, mesmo sendo membros da gente Cecília. Caprário era o filho mais jovem de Quinto Cecílio Metelo Macedônico, que foi pretor em 148 a.C., cônsul em 143 a.C. e censor em 131 a.C.. Ele era adversário dos irmãos Graco, que tentaram prescindir do poder do Senado e basearam seu poder no povo. Segundo Veleio Patérculo, não havia nenhum homem cuja sorte pudesse ser comparada com a dele: além dos seus triunfos, honras, de sua posição na República e de sua longa vida, Macedônico criou os quatro filhos, viu-os crescer e alcançarem honra, e morreu antes deles.

## Carreira

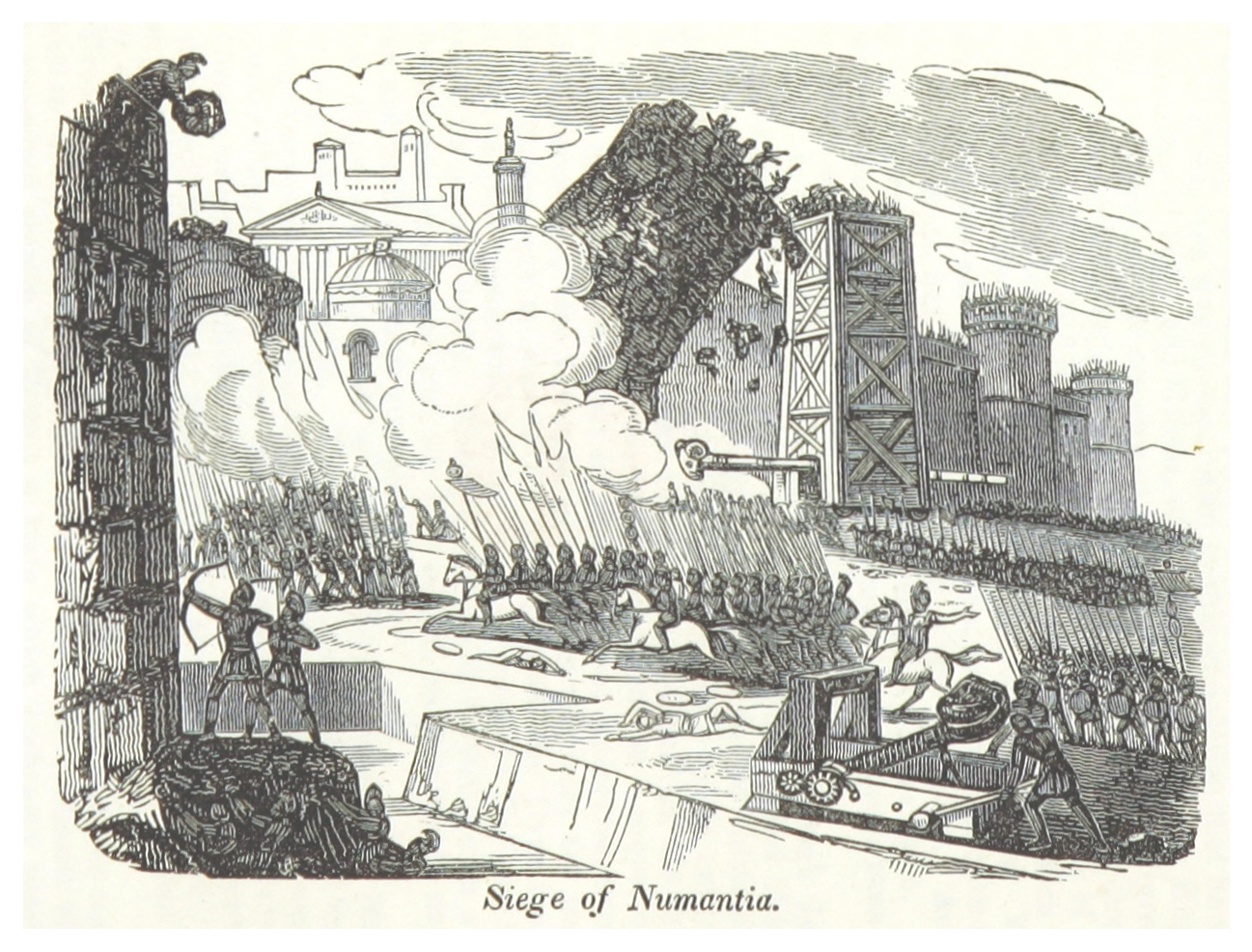
Conquista de Numância, uma campanha liderada por Cipião Emiliano com a participação de Caprário

Entre 134 e 133 a.C., lutou no exército de Cipião Emiliano e participou do cerco de Numância, na Hispânia, o final da Guerra Numantina. Foi eleito cônsul em 113 a.C. e liderou com sucesso uma campanha na Trácia, o que lhe valeu um triunfo celebrado nos idos de quintil de 111 a.C. junto com seu irmão, Marco Cecílio Metelo, que celebrava sua vitória na Sardenha. Esta campanha também lhe valeu o título de imperator. Entre 112 e 111 a.C., foi procônsul na Macedônia e na Trácia para terminar a campanha iniciada no seu consulado.

## Censor
Caprário foi censor em 102 a.C. com seu primo Quinto Cecílio Metelo Numídico. Os dois, alinhados ao perfil da família, eram conservadores e, durante seus mandatos, tentaram, sem sucesso, expulsar Lúcio Apuleio Saturnino e Caio Servílio Gláucia do Senado Romano, uma das funções dos censores. Saturnino era plebeu e um dos populares, a facção senatorial que buscava seu poder na população. Quando ele propôs uma lei para reduzir o preço dos cereais, foi apoiado por Gláucia, o que atraiu a atenção dos censores. Este, por sua vez, era patrício, mas também um popular e ambos tinham o apoio do poderoso Caio Mário. Como vingança pela tentativa de expulsão, Saturnino tentou obrigar Numídico a jurar aceitar uma lei que concedia terras públicas para os veteranos de Mário, mas ele se recusou e fugiu para o exílio. Em 99 a.C., porém, Caprário lutou para trazê-lo de volta.
Os dois censores renomearam Marco Emílio Escauro como príncipe do senado.

## Descendentes
Caprário teve três filhos. O mais velho, Quinto Cecílio Metelo Crético, foi pretor em 74 a.C., cônsul em 69 a.C. e pontífice de 73 a.C. até sua morte. Ele recebeu um comando proconsular para lutar na ilha de Creta, que estava apoiando Mitrídates e infestada de piratas cilícios. Ele conquistou a ilha e recebeu um triunfo em 62 a.C. pela vitória, assumindo para si o agnome "Crético". O segundo, Lúcio Cecílio Metelo, foi pretor em 71 a.C. e sucedeu a Caio Verres como governador da Sicília em 70 a.C. Ele morreu durante seu mandato como cônsul em 68 a.C. Marco Cecílio Metelo era o mais jovem e foi pretor em 69 a.C. Além disso, Caprário teve uma filha, Cecília Metela Caprária, esposa de Caio Verres, que foi o tema da obra "Contra Verres" de Cícero.